# Queenborough
Queenborough este un oraș în comitatul Kent, regiunea South East, Anglia situat pe Insula Sheppey. Orașul se află în districtul Swale.